# ستيغ بلومكفيست
ستيغ بلومكفيست (بالسويدية: Stig Blomqvist) مواليد 29 يوليو 1946 في أوربرو، هو سائق راليات سويدي بدأ مسيرته في سنة 1973. كان أول رالي له هو رالي السويد 1973. هو أحد أبطال بطولة العالم للراليات. فاز بـ 11 سباق رالي. صعد على المنصة 33 مرة خلال مسيرته.

## سجل الفوز
- رالي السويد 1973
- رالي ساحل العاج 1984

## فرق مثلها
- ساب للسيارات
- أودي
- شركة فورد
- فولكس فاجن
- نيسان موتورز

## روابط خارجية
- ستيغ بلومكفيست على موقع DriverDB.com (الإنجليزية)
- ستيغ بلومكفيست على موقع Rallye-info.com (الإنجليزية)
- ستيغ بلومكفيست على موقع eWRC-results.com (الإنجليزية)